# National Junior College Athletic Association
La National Junior College Athletic Association (NJCAA) est une association sportive américaine organisant les programmes sportifs de nombreux Community Colleges et Junior College aux États-Unis.

## Organisation
La NJCAA organise à travers les États-Unis des compétitions sportives pour les cycles académiques de deux ans, et revendique être la seconde organisation universitaire sportive après la NCAA.
Chaque année, plus 58 000 étudiants-athlètes de plus 500 colleges s'affrontent dans 28 disciplines masculines et féminines, notamment le baseball, basket-ball, football américain (entre autres).
La NJCAA découpant le pays en 24 grandes régions à travers trois divisions, et sanctionne 47 compétitions nationales inter-universitaires. 
Les colleges de Californie ne sont pas affiliés à la NJCAA, mais à la CCCAA (California Community College Athletic Association), par conséquent, ils ne participent qu'aux compétitions au niveau de l'État californien. Les colleges du Nord-Ouest Pacifique (Oregon et Washington, ainsi que la province canadienne de la Colombie-Britannique) ne participent pas non plus à la NJCAA, mais participent plutôt à la Northwest Athletic Conference (NWAC).  La NWAC ne sponsorise aucune forme de football nord-américain, qu'il soit américain ou canadien.

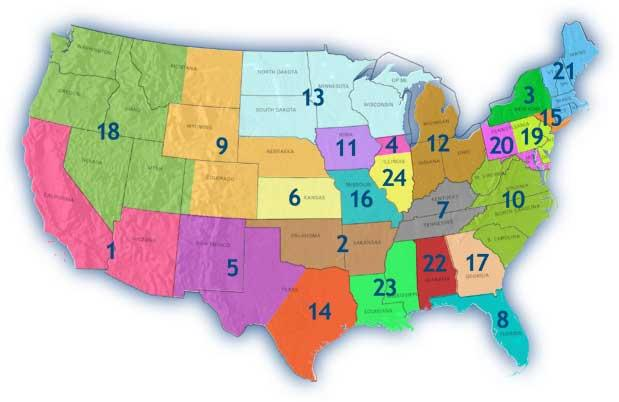
Découpage des régions de la NJCAA

## Dans les médias
La série documentaire américaine Last Chance U, produite par Netflix, raconte le quotidien d'équipes de football américain évoluant en National Junior College Athletic Association. Les deux premières saisons sont consacrées aux Lions de l'East Mississippi Community College (en) (EMCC). La troisième saison se situe au Kansas et suit les Pirates de l'Independence Community College (en) (ICC).